# Diocesi di Prato

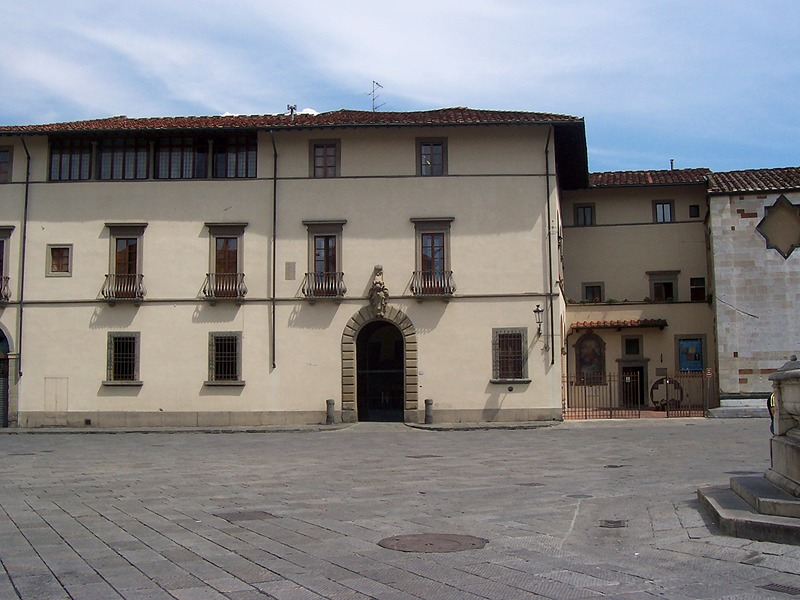
La curia vescovile.

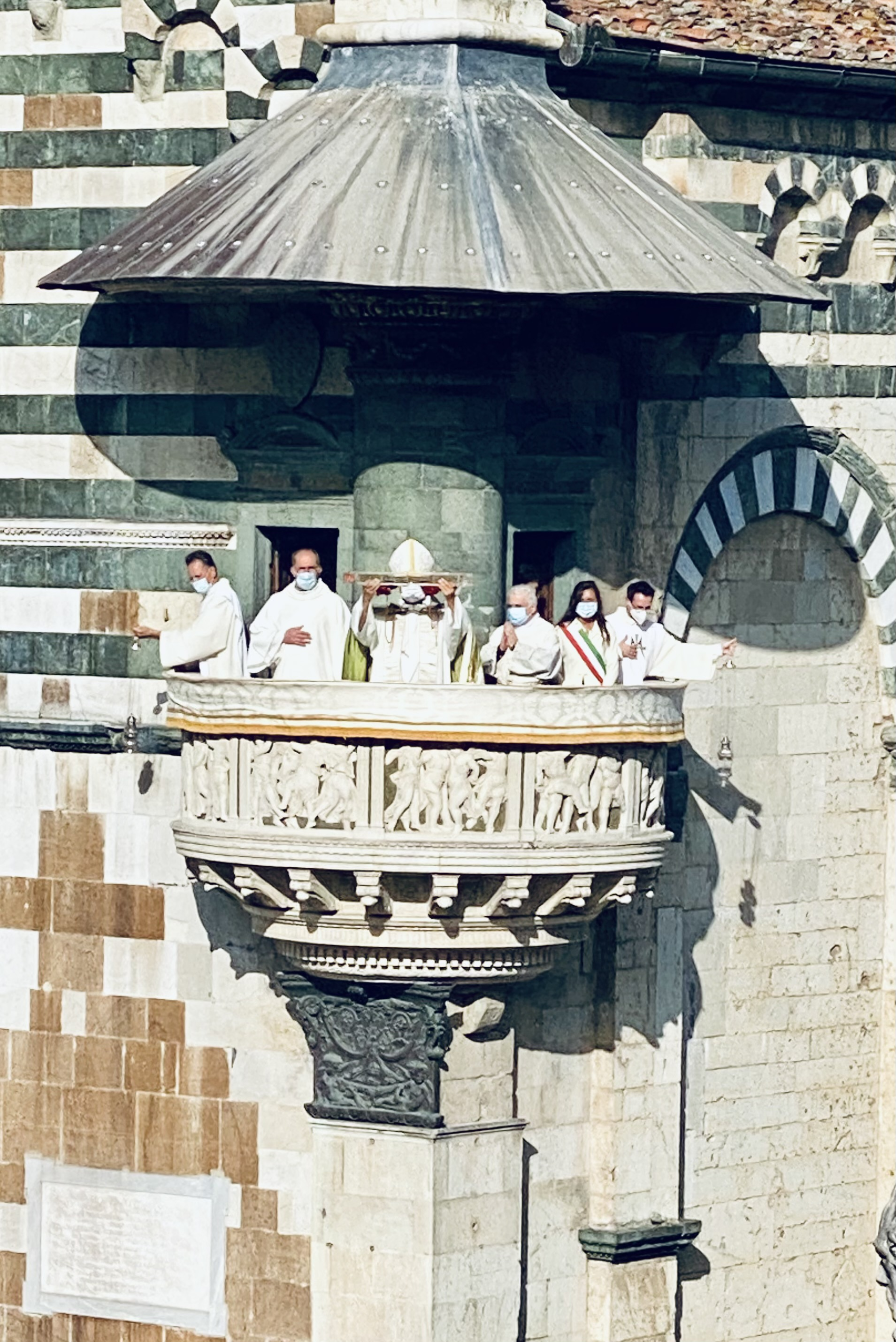
Il vescovo Giovanni Nerbini mostra il Sacro Cingolo dal Pulpito di Donatello il 15 agosto 2021

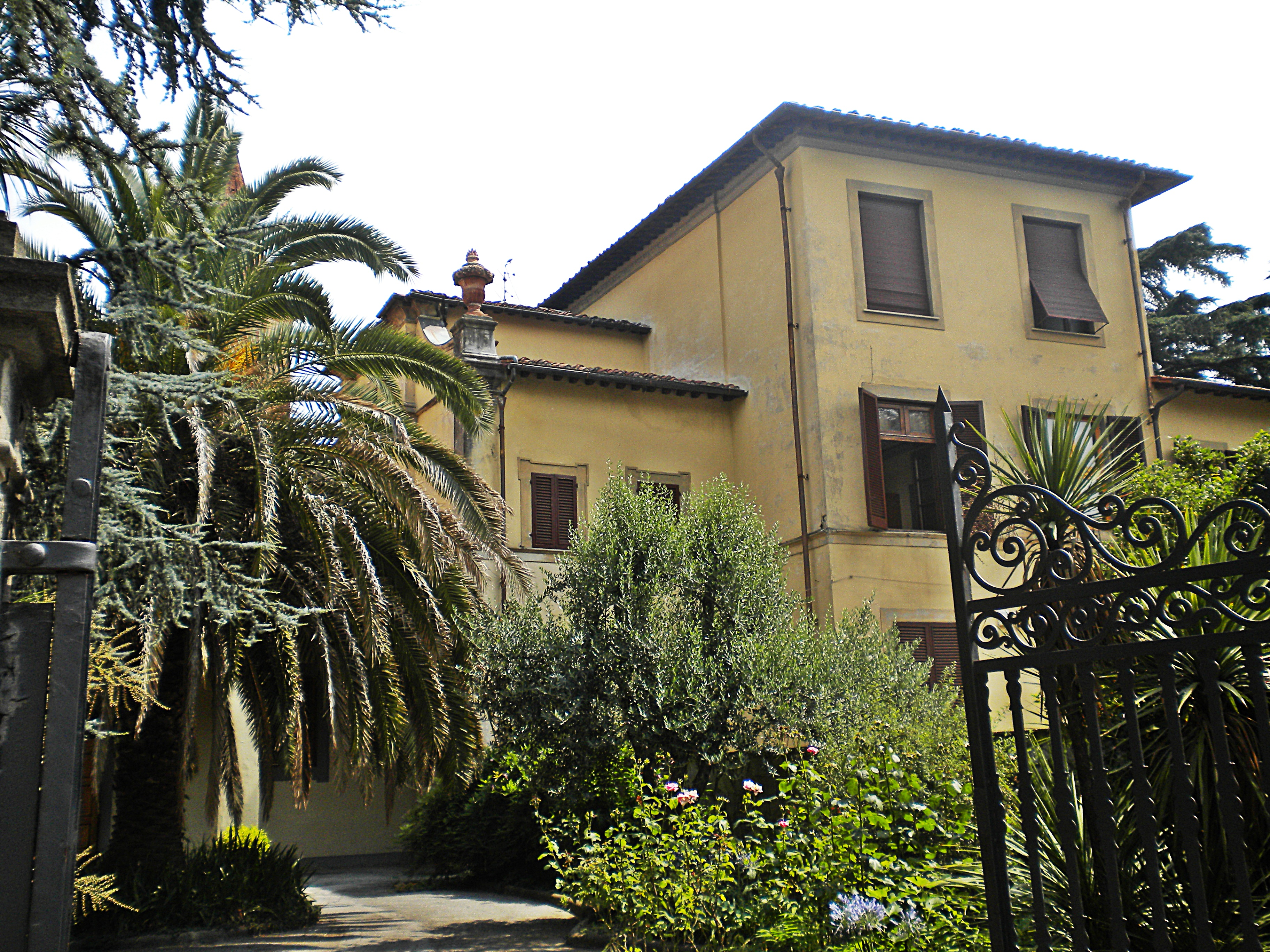
Il seminario vescovile.

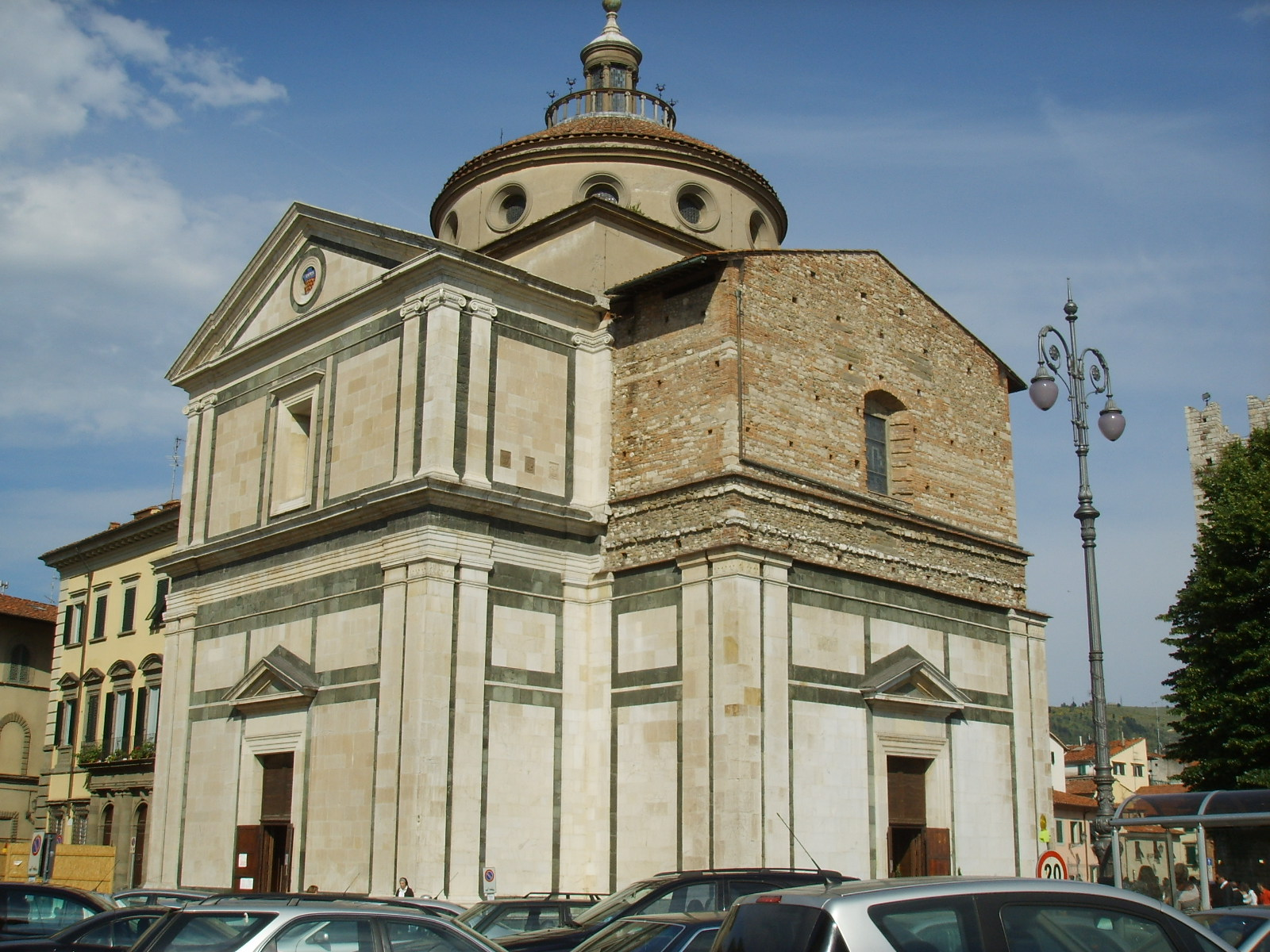
La basilica di Santa Maria delle Carceri.

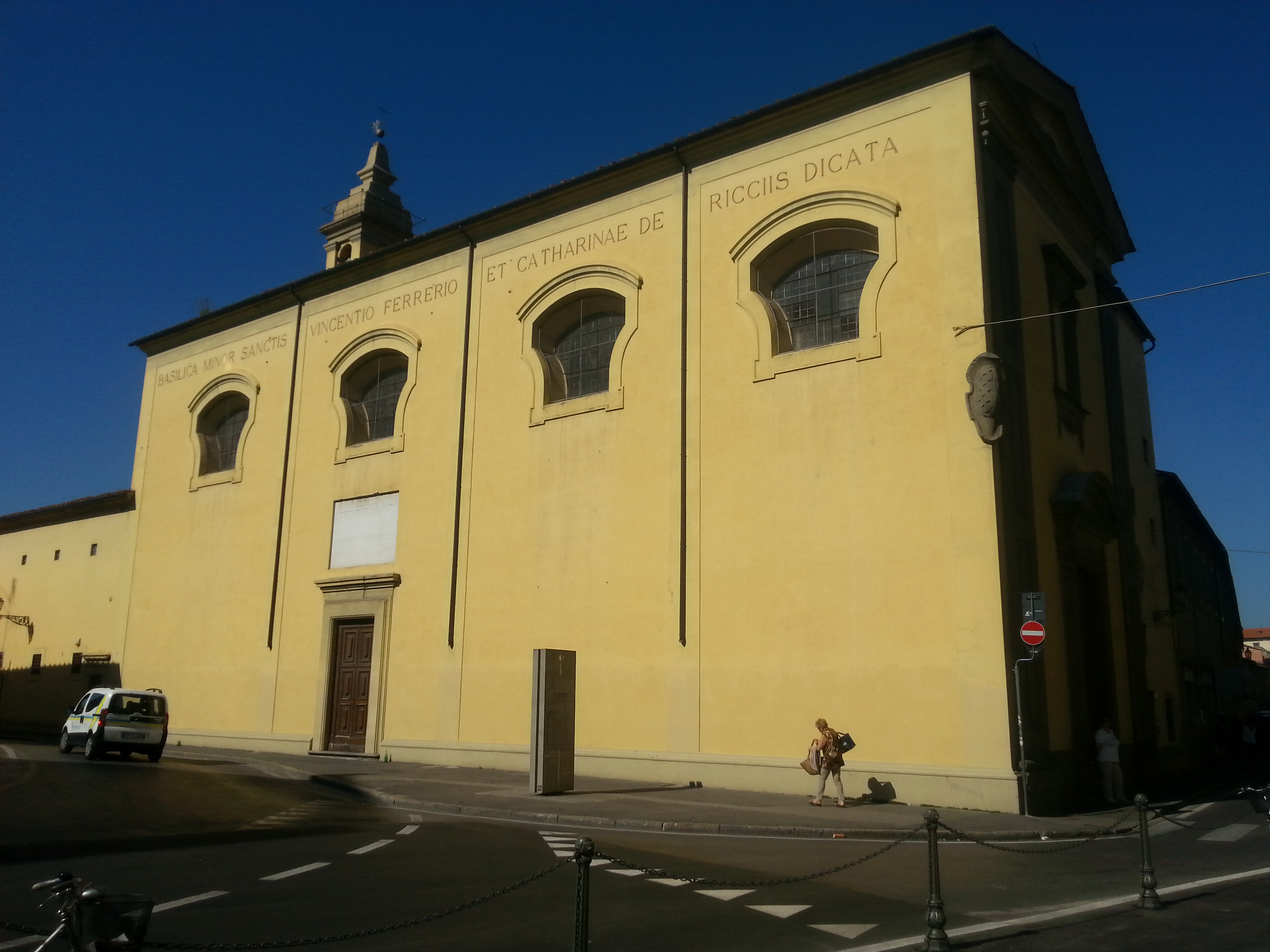
La basilica dei Santi Vincenzo e Caterina de' Ricci.

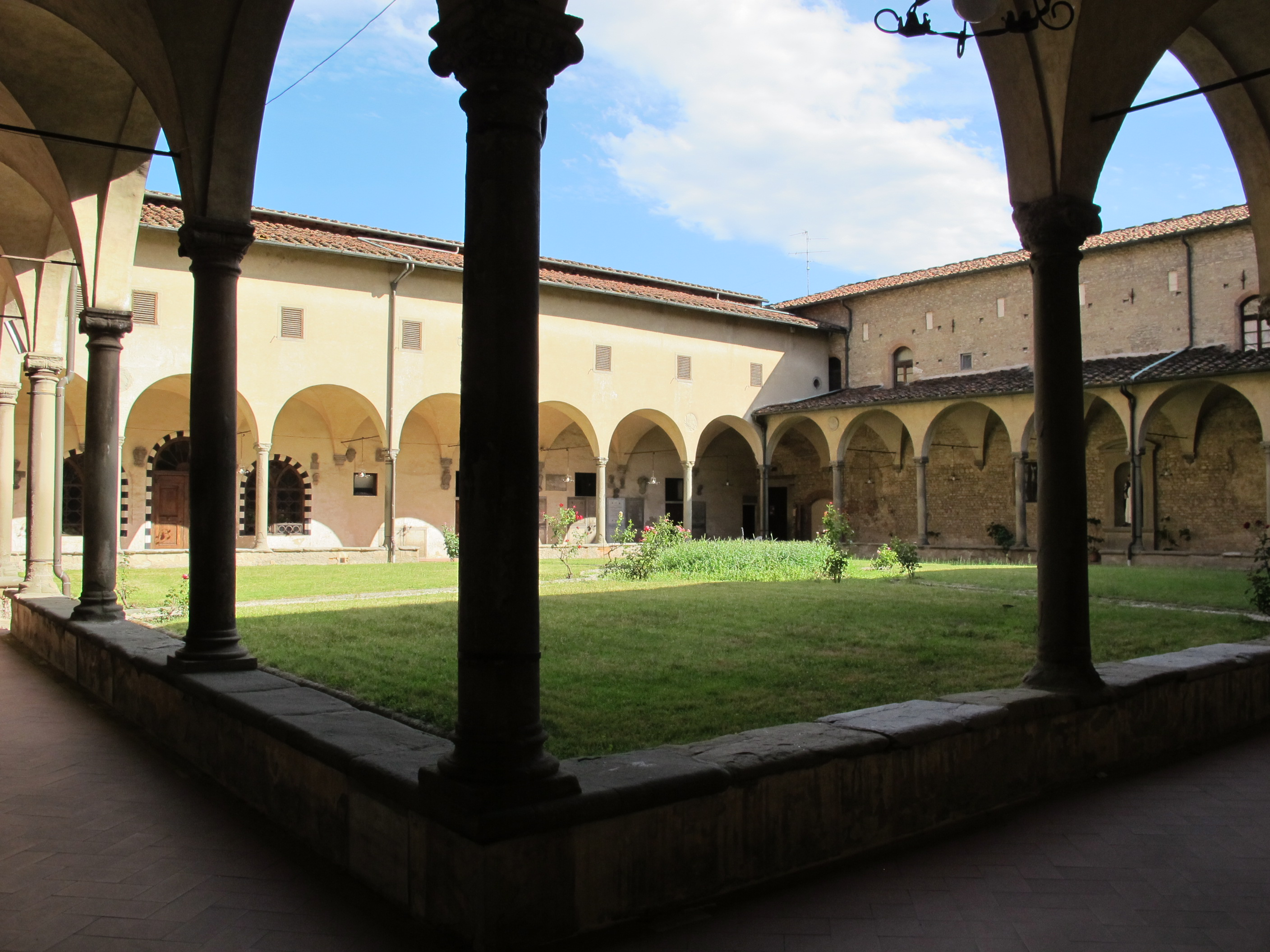
Il chiostro della chiesa di San Domenico a Prato, dal quale si accede al museo di pittura murale.

La diocesi di Prato (in latino Dioecesis Pratensis) è una sede della Chiesa cattolica in Italia suffraganea dell'arcidiocesi di Firenze appartenente alla regione ecclesiastica Toscana. Nel 2023 contava 196.000 battezzati su 211.130 abitanti. È retta dal vescovo Giovanni Nerbini.

## Territorio
La diocesi comprende 4 comuni della provincia di Prato: Prato, Vaiano, Vernio e Cantagallo.
Sede vescovile è la città di Prato, dove si trova la cattedrale di Santo Stefano. Nella stessa città sorgono anche le basiliche minori di Santa Maria delle Carceri e dei Santi Vincenzo e Caterina de' Ricci.
Il territorio si estende su 287 km² ed è suddiviso in 84 parrocchie, che dal 29 novembre 2006 sono state raggruppate in 7 vicariati: Prato centro, Prato est, Prato ovest, Prato sud-est, Prato sud-ovest, Prato nord e Val di Bisenzio.

## Storia
La pieve di Santo Stefano di Prato è documentata per la prima volta nel X secolo, anche se probabilmente la sua origine è anteriore. La sua importanza ed il desiderio di autonomia dalla giurisdizione del vescovo di Pistoia crebbero mano a mano che il castrum di Prato si trasformava in libero comune fortificato. Nel corso dei secoli successivi infiniti furono i motivi di discordia fra il prevosto di Santo Stefano ed i vescovi pistoiesi.
Nel 1133 papa Innocenzo II concesse alla pieve di Santo Stefano l'immediata soggezione alla Santa Sede, «salvo il rispetto di alcuni diritti/doveri propri della funzione episcopale, come l'ordinazione dei sacerdoti, l'amministrazione della cresima, la consacrazione di chiese, che vennero lasciati ai presuli pistoiesi».
All'inizio del XV secolo, su istanza della signoria di Firenze, furono intavolate le trattative per l'erezione di una diocesi a Prato, con il consenso del papa dell'obbedienza pisana Alessandro V. Ma la morte del papa impedì la pubblicazione della bolla. Tuttavia, papa Pio II, con la bolla Etsi cunctae del 5 settembre 1463, eresse la collegiata di Santo Stefano in prepositura nullius dioecesis, immediatamente soggetta alla Santa Sede e dunque completamente indipendente dalla giurisdizione dei vescovi pistoiesi. A causa di nuovi conflitti con Pistoia, l'esenzione fu confermata da papa Paolo III nel 1543.
La prepositura nullius fu data in commendam ad alte personalità, soprattutto della famiglia Medici, tra le quali si annoverano due futuri papi, Leone X e Leone XI, tre cardinali e un granduca di Toscana.
Il culmine del suo cammino di indipendenza la Chiesa pratese lo ottenne il 22 settembre 1653, quando fu eretta la diocesi con la bolla Redemptoris nostri di papa Innocenzo X, contestualmente unita aeque principaliter alla diocesi di Pistoia e resa suffraganea dell'arcidiocesi di Firenze. «Più che di una vittoria si trattò di un compromesso, dal momento che la dignità episcopale pratese fu riassunta nella contitolarità della nuova diocesi di Prato e Pistoia, rimanendo di fatto in quest'ultima città la sede diocesana e limitato al solo distretto urbano il territorio soggetto alla cattedrale pratese.»
Infatti, originariamente e fino a tutto l'Ottocento, la diocesi comprendeva le sole parrocchie che si trovavano all'interno delle mura trecentesche. Nonostante la ristrettezza dei confini, nel 1682 il vescovo Gherardo Gherardi eresse il seminario diocesano a Prato, prima ancora di istituirlo a Pistoia, dove i vescovi avevano la loro residenza abituale.
Il seminario pratese formò un'élite di sacerdoti, che si distinse in modo particolare nell'Ottocento. Infatti, molti dei vicari generali, tutti di origine pratese, formatisi nel seminario, assunsero in seguito la carica di vescovi nelle diocesi della Toscana; tra questi si devono ricordare Ferdinando Baldanzi, vescovo prima a Volterra e poi a Siena, Giovanni Benini a Pescia, Giuseppe Targioni a Volterra, Giovanni Pierallini a Colle di Val d'Elsa e poi a Siena, e Giovacchino Limberti a Firenze.
Nel settembre 1916 la diocesi di Prato fu ingrandita in forza del decreto Ex officio divinitus della Congregazione Concistoriale, con l'incorporazione di 27 parrocchie della diocesi di Pistoia, e di 12 dell'arcidiocesi di Firenze.
Con queste modifiche, alla diocesi fu assegnata la giurisdizione ecclesiastica su tutto il territorio comunale pratese, che all'epoca comprendeva anche il territorio di Vaiano, diventato comune autonomo nel 1949. «Da nove parrocchie, quelle ancora del periodo ricciano, si passò a 48, con cinque vicariati extraurbani; i sacerdoti da 60 divennero 104, i regolari da 14 a 24, le case religiose da 11 a 16, la popolazione raggiunse i 60.000 fedeli; molto significativo anche l'aumento delle religiose che nel 1951 avrebbe raggiunto le trenta comunità con 308 presenze.»
Prato ebbe per la prima volta un proprio vescovo residente, Pietro Fiordelli, con la separazione definitiva da Pistoia, avvenuta il 25 gennaio 1954 con la bolla Clerus populusque di papa Pio XII.
Nell'ottobre del 1975 la diocesi si è ampliata, mediante l'incorporazione di 12 parrocchie nei comuni di Cantagallo e Vernio che erano appartenute alla diocesi di Pistoia.

## Istituzioni culturali diocesane
La diocesi, ricca di storia e di arte, comprende le seguenti istituzioni culturali.
- L'archivio storico diocesano, istituito nel 1981 con sede nel seminario vescovile, raccoglie il materiale archivistico della curia diocesana, del capitolo della cattedrale, della cappella musicale del duomo, del seminario vescovile, di 61 fra pievi e chiese del territorio, e di altre istituzioni legate alla diocesi pratese. I fondi più importanti sono quelli della curia e del capitolo, che comprendono, tra le altre cose, oltre 480 pergamene e 34 codici corali liturgici di notevole valore storico e artistico.
- Assieme all'archivio, nel 1981 venne istituita anche la biblioteca dell'archivio storico diocesano, costituita da diversi fondi, per quasi 35.000 volumi, e una fototeca formata da oltre 12.000 pezzi. Fa parte di questa biblioteca anche il fondo librario della "Società pratese di storia patria", costituito da oltre 200 testate di periodici e di riviste e circa 2.000 volumi di fonti storiche, soprattutto medievali.
- Costituisce una biblioteca distinta la biblioteca del seminario, costituita da circa 40.000 volumi con 260 miscellanee. La biblioteca ha un suo particolare valore storico per la presenza di oltre 3.000 volumi antichi, anteriori al XV secolo.
- La Biblioteca Roncioniana è nata nella prima metà del XVIII secolo e fin dall'inizio, per volere del suo fondatore, il nobile pratese Marco Roncioni, fu aperta al pubblico e affidata a uno dei canonici della cattedrale. È costituita da 50.325 volumi, di cui 35 incunaboli e 1.290 cinquecentine. Ha sede nello storico palazzo Roncioni, da cui prende il nome.
- Il museo dell'Opera del Duomo è stato fondato nel 1967 in alcuni ambienti del palazzo vescovile e ampliato in più tempi per ospitare opere provenienti dalla cattedrale di Santo Stefano e dal territorio diocesano. L'attuale percorso museale comprende anche gli affreschi di Filippo Lippi all'interno del duomo, l'area archeologica sottostante il palazzo dei vescovi e il chiostro romanico della seconda metà del XII secolo.
- Il museo di pittura murale nasce nel 1974 nei locali del convento di San Domenico per accogliere una serie di affreschi staccati, graffiti e sinopie provenienti da chiese e edifici privati cittadini, che cinque anni prima avevano fatto parte della mostra "Due secoli di Pittura Murale". Fu il primo museo italiano di questo genere e nel 1990 è entrato a far parte dei musei diocesani. Comprende anche paramenti, argenti e reliquiari del convento domenicano.
- A Figline di Prato è stato istituito nel 1973 un piccolo museo diocesano nella locale pieve di San Pietro, costituito da suppellettile sacra, alcuni dipinti e materiale di scavo.
- Un altro museo diocesano si trova a Vaiano nella badia di San Salvatore, con suppellettile sacra, materiale di scavo con resti del corredo recuperato nelle tombe altomedievali e longobarde scoperte sotto il pavimento della chiesa e del chiostro, alcuni quadri e due pregevoli cibori rinascimentali.

## Cronotassi
Si omettono i periodi di sede vacante non superiori ai 2 anni o non storicamente accertati.

### Prevosti di Prato
- Carlo di Cosimo de' Medici † (1463 - 29 maggio 1492 deceduto)
- Giovanni di Lorenzo de' Medici † (26 giugno 1492 - 1501 dimesso, poi eletto papa con il nome di Leone X)
- Oddo Altoviti † (1501 - 12 novembre 1507 deceduto)
- Niccolò Ridolfi † (1507 - 31 gennaio 1550 deceduto)
- Pier Francesco Riccio † (1550 - 17 febbraio 1564 deceduto)
- Ludovico Bieccatelli † (luglio 1564 - 17 ottobre 1572 deceduto)
- Onofrio Camaiani † (1572 - 28 aprile 1574 deceduto)
- Ferdinando I de' Medici † (1574 - 1587 dimesso)
- Alessandro de' Medici † (1588 - 1º aprile 1605 eletto papa con il nome di Leone XI)
- Filippo Salviati † (1605 - 12 agosto 1619 nominato vescovo di Sansepolcro)
- Carlo de' Medici † (1619 - 1653 dimesso)

### Vescovi di Pistoia e Prato
- Giovanni Gerini † (22 settembre 1653 - 18 maggio 1656 deceduto)
- Francesco Rinuccini † (28 agosto 1656 - 11 marzo 1678 deceduto)
- Gherardo Gherardi † (10 aprile 1679 - 16 gennaio 1690 deceduto)
- Leone Strozzi, O.S.B.Vall. † (10 luglio 1690 - 21 giugno 1700 nominato arcivescovo di Firenze)
- Francesco Frosini † (24 gennaio 1701 - 2 ottobre 1702 nominato arcivescovo di Pisa)
- Carlo Visdomini Cortigiani † (15 gennaio 1703 - 13 ottobre 1713 deceduto)
- Colombino Bassi, O.S.B.Vall. † (6 maggio 1715 - 11 aprile 1732 deceduto)
- Federico Alamanni † (21 luglio 1732 - 30 novembre 1775 deceduto)
- Giuseppe Ippoliti † (15 aprile 1776 - 23 marzo 1780 deceduto)
- Scipione de' Ricci † (19 giugno 1780 - 10 giugno 1791 dimesso)
- Francesco Falchi Picchinesi † (19 dicembre 1791 - 10 febbraio 1803 deceduto)
- Francesco Toli † (28 marzo 1803 - 6 luglio 1833 deceduto)
- Angelo Maria Gilardoni † (23 giugno 1834 - 24 maggio 1835 deceduto)
  - Sede vacante (1835-1837)
- Giovanni Battista Rossi † (2 ottobre 1837 - 16 febbraio 1849 deceduto)
- Leone Niccolai, O.Cart. † (5 novembre 1849 - 13 luglio 1857 deceduto)
  - Sede vacante (1857-1867)
- Enrico Bindi † (27 marzo 1867 - 27 ottobre 1871 nominato arcivescovo di Siena)
- Niccolò Sozzifanti † (27 ottobre 1871 - 1º febbraio 1883 deceduto)
- Donato Velluti Zati di San Clemente † (15 marzo 1883 - 11 marzo 1885 dimesso[9])
- Marcello Mazzanti † (27 marzo 1885 - 18 agosto 1908 deceduto)
- Andrea Sarti † (29 aprile 1909 - 7 novembre 1915 deceduto)
- Gabriele Vettori † (6 dicembre 1915 - 6 febbraio 1932 nominato arcivescovo di Pisa)
- Giuseppe Debernardi † (13 marzo 1933 - 19 settembre 1953 deceduto)

### Vescovi di Prato
- Pietro Fiordelli † (7 luglio 1954 - 7 dicembre 1991 ritirato)
- Gastone Simoni † (7 dicembre 1991 - 29 settembre 2012 ritirato)
- Franco Agostinelli (29 settembre 2012 - 15 maggio 2019 ritirato)
- Giovanni Nerbini, dal 15 maggio 2019

## Statistiche
La diocesi nel 2023 su una popolazione di 211.130 persone contava 196.000 battezzati, corrispondenti al 92,8% del totale.
| anno | popolazione | popolazione | popolazione | presbiteri | presbiteri | presbiteri | presbiteri                | diaconi | religiosi | religiosi | parrocchie |
| anno | battezzati  | totale      | %           | numero     | secolari   | regolari   | battezzati per presbitero | diaconi | uomini    | donne     | parrocchie |
| ---- | ----------- | ----------- | ----------- | ---------- | ---------- | ---------- | ------------------------- | ------- | --------- | --------- | ---------- |
| 1970 | 152.700     | 153.000     | 99,8        | 122        | 83         | 39         | 1.251                     |         | 44        | 292       | 55         |
| 1980 | 178.000     | 179.000     | 99,4        | 140        | 98         | 42         | 1.271                     | 1       | 49        | 243       | 76         |
| 1990 | 189.000     | 190.000     | 99,5        | 140        | 100        | 40         | 1.350                     | 1       | 43        | 215       | 85         |
| 1999 | 184.900     | 191.700     | 96,5        | 136        | 95         | 41         | 1.359                     | 8       | 42        | 217       | 85         |
| 2000 | 185.400     | 192.100     | 96,5        | 129        | 95         | 34         | 1.437                     | 8       | 35        | 214       | 85         |
| 2001 | 185.300     | 192.200     | 96,4        | 128        | 93         | 35         | 1.447                     | 10      | 36        | 210       | 85         |
| 2002 | 185.500     | 192.500     | 96,4        | 140        | 103        | 37         | 1.325                     | 10      | 38        | 227       | 85         |
| 2003 | 185.500     | 192.500     | 96,4        | 143        | 106        | 37         | 1.297                     | 12      | 38        | 227       | 85         |
| 2004 | 186.320     | 193.120     | 96,5        | 145        | 110        | 35         | 1.284                     | 12      | 36        | 230       | 85         |
| 2013 | 192.600     | 214.600     | 89,7        | 144        | 110        | 34         | 1.337                     | 21      | 35        | 250       | 84         |
| 2016 | 196.500     | 223.000     | 88,1        | 125        | 107        | 18         | 1.572                     | 24      | 18        | 154       | 85         |
| 2019 | 198.347     | 227.688     | 87,1        | 122        | 103        | 19         | 1.625                     | 24      | 19        | 99        | 85         |
| 2021 | 198.700     | 213.937     | 92,9        | 120        | 104        | 16         | 1.655                     | 23      | 16        | 126       | 84         |
| 2023 | 196.000     | 211.130     | 92,8        | 112        | 96         | 16         | 1.750                     | 22      | 16        | 124       | 84         |